# Glossosoma heliakreya
Glossosoma heliakreya är en nattsländeart som beskrevs av Schmid 1959. Glossosoma heliakreya ingår i släktet Glossosoma och familjen stenhusnattsländor. Inga underarter finns listade i Catalogue of Life.